# Piper tucumanum
Piper tucumanum är en pepparväxtart som beskrevs av C. Dc.. Piper tucumanum ingår i släktet Piper och familjen pepparväxter. Inga underarter finns listade i Catalogue of Life.